# Seeed

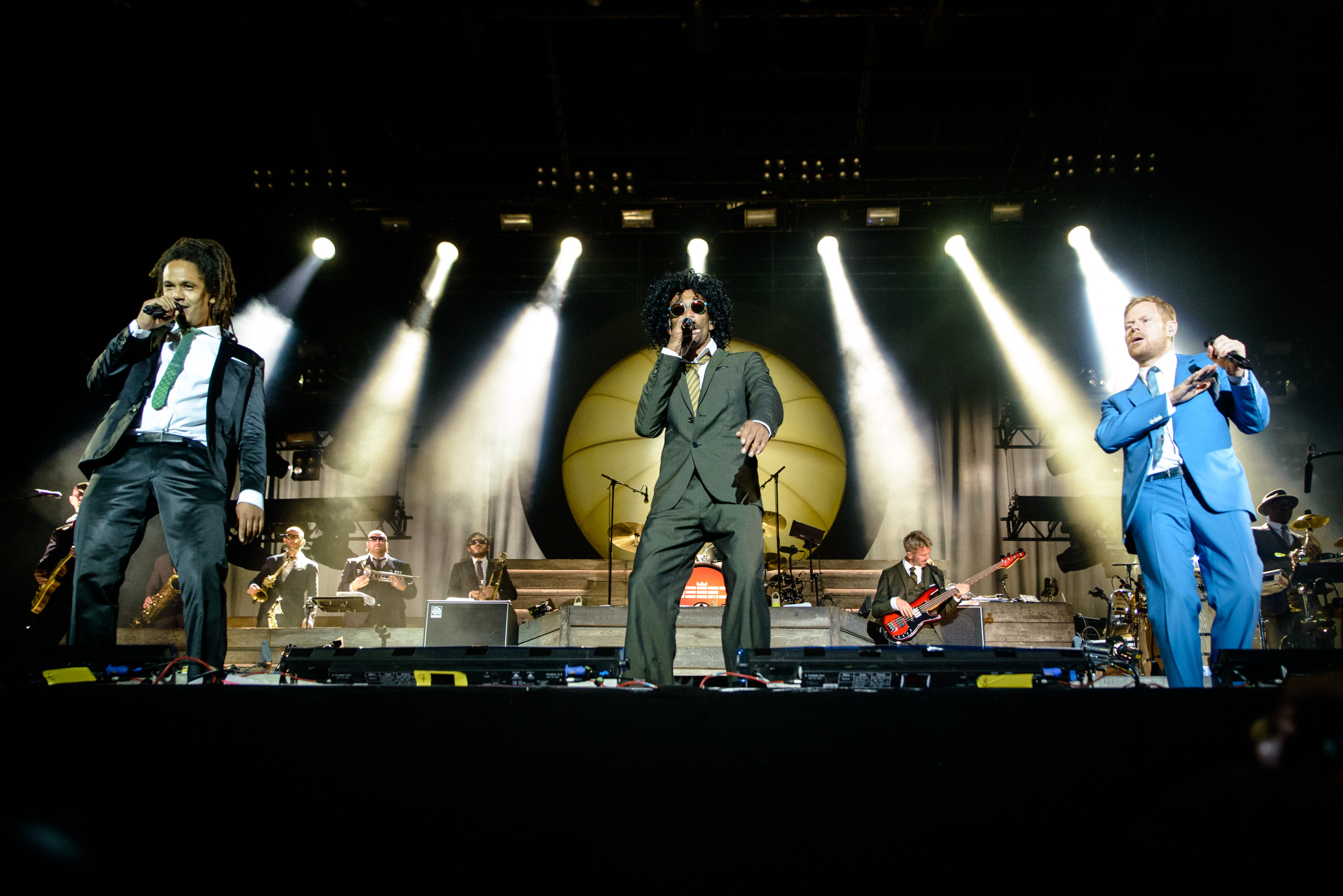
Seeed, 2015

Seeed est un groupe allemand de dancehall reggae originaire de Berlin et créé en 1998. Il est composé actuellement de 11 personnes. Le groupe a plusieurs orientations musicales et utilise des instruments variés tels que le trombone et le saxophone qui sont un peu comme leur signature musicale. Une autre caractéristique au niveau de leurs textes est qu'ils mélangent souvent l'allemand et l'anglais, élément supplémentaire de leur originalité. Leur musique commence à se faire connaître hors de l'Allemagne ; ceci est notamment dû à leur collaboration avec Anthony B pour leur chanson Waterpumpee, ou encore avec Elephant Man pour Shake Baby Shake. Ils ont 3 albums à leur actif. Leur succès grandissant à l’étranger, ils décident de sortir en 2004 une version plus internationale de leur album Music Monks. Cette nouvelle version est composée des mêmes chansons mais le texte est, cette fois, en grande partie en anglais.
Depuis le 3 novembre 2006, le DVD Live est en vente. On ne le trouve cependant qu'en Allemagne.
Peter Fox, un des chanteurs fait une carrière solo. Il a sorti un album intitulé "Stadtaffe" avec la célèbre et émouvante chanson "Haus am See" (la maison sur le lac).

## Membres du groupe
- Enuff alias Peter Fox aka Pierre Baigorry (chant)
- Ear alias Demba Nabé (chant) Décédé le 31 mai 2018
- Eased alias Frank A. Dellé (chant)
- Alfi Trowers (percussions)
- Based (batterie)
- Moritz Delgado (saxophone)
- Jerome "Tchamp" Bugnon (trombone)
- "Dubmaster" Reibold (claviers)
- "Rudeboy" Rudy (guitare)
- Tobsen (basse)
- DJ Luke (discjockey) Depuis 2005

## Discographie détaillée

### Albums
|                                                                   | Titre | Classements | Classements | Classements | Classements | Classements | Classements | Classements | Certifications |
| FRA                                                               | Titre | WAL         | FLA         | SUI         | ALL         | AUT         | NLD         |             | Certifications |
| New Dubby Conquerors - Sortie : 21 mai 2001 - Label : WEA Records | -     | -           | -           | -           | 17          | 34          | -           | Or          |                |
| Music Monks - Sortie : 2 juin 2003 - Label : Downbeat Records     | -     | -           | -           | 15          | 4           | 12          | -           | Platine Or  |                |
| Next! - Sortie : 14 octobre 2005 - Label : Warner Music           | 71    | -           | -           | 11          | 2           | 3           | -           | 3 × Or      |                |
| Live - Sortie : 3 novembre 2006 - Label : Downbeat Records        | -     | -           | -           | 26          | 3           | 4           | -           | Platine     |                |
| Seeed - Sortie : 28 septembre 2012 - Label : Downbeat Records     | -     | 60          | 66          | 5           | 1           | 2           | 100         | 3 × Or      |                |
| Bam Bam - Sortie : 4 octobre 2019 - Label : BMG Rights Management | -     | -           | -           | 3           | 2           | 3           | -           |             |                |

### Hit
- Dickes B (EP, 02.2001)
- Waterpumpee (EP, 04.2002)
- Electric Boogie (EP, 2003)
- Aufstehn! (EP, 2005)
- Next! (EP, 2006, Warner Music)
- Molotov / Wonderful Life (EP, 01.2011, Warner Music
- Beautiful (EP, 2012)

### Maxis
- The Tide Is High (Maxi, 10.2000)
- Dickes B (Maxi, 04.2001)
- Dancehall Caballeros (Maxi, 08.2001)
- Music Monks (Maxi, 05.2003)
- Release (Maxi, 06.2004)

### Vinyles
- New Dubby Conquerors (Maxi, 07.2000)
- Dickes B (EP, 01.2001)
- Dancehall Caballeros (Maxi, 08.2001)
- New Dubby Conquerors (Album, 2002)
- Waterpumpee (Maxi, 2003)
- Electric Boogie (EP, 2003)
- Music Monks (Maxi, 2004)
- Music Monks (Album, 2004)
- Release (Maxi, 2004)
- Music Monks - International Version (Album, 2004)
- Molotov / Wonderful Life (Maxi, 2011)